# سه کارآگاه
سه کارآگاه سری کتابهای کارآگاهی نوجوانان آمریکایی است که ابتدا به عنوان « آلفرد هیچکاک و سه کارآگاه » منتشر شد. این کتاب توسط رابرت آرتور جونیور نوشته شد، او معتقد بود که ارتباط با یک شخص معروف مانند کارگردان فیلم آلفرد هیچکاک، توجه خوانندگان را جلب می کند. راندوم هاوس، که متعلق به برتلسمن ، ناشر ایالات متحده است و هنوز حقوق برخی از کتاب‌ها نیز دارد. حقوق دیگر متعلق به وارثان رابرت آرتور، جونیور و ناشر کاسماس آلمان است. شخصیت‌های شناخته شده به عنوان "سه کارآگاه" سه پسر به نام ژوپیتر جونز، پیتر کرینشا و باب اندروز است.